# Theodor-Fliedner-Gymnasium
Das Theodor-Fliedner-Gymnasium (TFG) ist ein Gymnasium im Düsseldorfer Stadtteil Kaiserswerth. Es zählt zu den größten evangelischen Schulen in Deutschland und steht in der Trägerschaft der Evangelischen Kirche im Rheinland.

## Geschichte
Die Ursprünge der Schule gehen auf die von Theodor Fliedner und seiner Frau Caroline Fliedner am 13. Oktober 1836 gegründete „Bildungsanstalt für evangelische Pflegerinnen“ zurück. Im Jahr 1908 wurde eine höhere Mädchenschule gegründet, aus der sich später das Gymnasium entwickelte. 1925 entstand ein Oberlyzeum, das den Schülerinnen den Zugang zum Abitur ermöglichte. In den 1960er Jahren zog das Theodor-Fliedner-Gymnasium aus dem Gebäude der heutigen Gemeinschaftsgrundschule Kaiserswerth in das neu errichtete Schulgebäude an der Kalkumer Schlossallee.
2012 wurde das Schulgebäude umgebaut und erweitert. Die Schulstiftung der Evangelischen Kirche im Rheinland förderte in diesem Zusammenhang den Bau der Cafeteria, des Schwimmbades und des Sportplatzes sowie die Anschaffung eines eigenen Busses.
Im Schuljahr 2019/20 war das Gymnasium laut Pressemeldungen nach Neuanmeldungen das beliebteste Gymnasium in ganz Düsseldorf.

## Schulprofil
Das Theodor-Fliedner-Gymnasium ist nach dem evangelischen Pastor, Sozialreformer und Gründer der Kaiserswerther Diakonie Theodor Fliedner benannt und wird von der Evangelischen Kirche im Rheinland getragen. Die Schule ist offen für Schüler aller Konfessionen und Religionen.
Neben dem regulären Unterricht bietet die Schule ein breites Angebot an Arbeitsgemeinschaften (AGs) und Neigungskursen in den Bereichen Musik, Sport, Sprachen, Naturwissenschaften und Kultur. Besondere Schwerpunkte liegen auf der Förderung individueller Talente und Interessen sowie der Unterstützung bei Lernschwierigkeiten durch spezielle Fördermaßnahmen. Die Schule verfügt über eine moderne Ausstattung mit Fachräumen, einer Cafeteria und einem Selbstlernzentrum.
Für die Sporterziehung stehen eine Sporthalle, eine Schwimmhalle mit Hubboden, eine Kletterwand sowie diverse Sportteams zur Verfügung. Besonders hervorzuheben ist das schuleigene Footballteam, das bereits Erfolge auf Landesebene erzielt hat.
Die Schulgemeinschaft wird durch regelmäßige Schulgottesdienste und Projekte zur Werteerziehung gestärkt. Kooperationen mit außerschulischen Partnern, wie Unternehmen und kulturellen Einrichtungen, bereichern das Bildungsangebot. Lernberatung und psychologische Hilfen unterstützen die Schüler in ihrer persönlichen Entwicklung. Der Schulbetrieb wird von einem engagierten Förderverein sowie der Schulstiftung der Evangelischen Kirche im Rheinland unterstützt.
Im Schuljahr 2018/19 besuchten rund 1250 Schüler die Schule, die von etwa 100 Lehrkräften unterrichtet wurden. Damit zählt sie zu den größten evangelischen Schulen in Deutschland.

## Schulpartnerschaften
Das Gymnasium pflegt seit 1970 eine Schulpartnerschaft mit der Israelischen Ha’emek Hama’aravi Regional High School in Jif’at. Seit 1993 besteht eine Partnerschaft mit dem polnischen allgemeinbildenden Lyzeum in Działdowo. Zudem unterhält die Schule seit 2005 eine Partnerschaft mit einer Schule in Nijmegen, Niederlande. Diese internationalen Kontakte ermöglichen den Schülern interkulturelle Erfahrungen und fördern den europäischen Gedanken.

## Schulgebäude
Das Schulgebäude wurde zwischen 1962 und 1967 nach Plänen des Düsseldorfer Architekten Christoph Parade erbaut. Der Entwurf ist preisgekrönt, wurde auf verschiedenen Ausstellungen, wie beispielsweise 1978 in Paris, gezeigt und ist in mehreren Architekturführern beschrieben.
Die Schule besteht aus mehreren ein- bis dreigeschossigen Gebäuden mit Flachdach in lockerer Anordnung im Stil einer Pavillonschule. Die Gebäude teilen sich auf in ein Kinderhaus mit den Klassenräumen für die Jahrgangsstufen 5 und 6, ein Hauptgebäude mit den Jahrgangsstufen 7 bis 12, Funktionsräumen und Aula. Daneben befinden sich die Sporthalle und eine Schwimmhalle mit Hubboden. Zusätzlich besteht ein Pavillon, in dem hauptsächlich die Oberstufe untergebracht ist.
In der Aula des Gymnasiums befindet sich eine 1970 von Hans-Joachim Schuke gebaute Orgel mit 15 Registern, die für musikalische Veranstaltungen genutzt wird.

## Auszeichnungen und Projekte
- Das Schulgebäude wurde 1970 mit dem 2. Architekturpreis des BDA für vorbildliche Architektur prämiert.[12]
- Der 2012 fertiggestellte Umbau nach Plänen der Architektin Claudia Gehse vom Dezernat Bauen und Liegenschaften Landeskirchenamt der EKiR Düsseldorf wurde mit dem Schulbaupreis 2013 der Architektenkammer Nordrhein-Westfalen ausgezeichnet.[3]
- 2013 wurde das U16-Team des TFG Meister in der Oberliga, der zweithöchsten U16-Spielklasse des American Football und Cheerleading Verbandes Nordrhein-Westfalens.[6]

## Theodor-Fliedner-Internat
Das Theodor-Fliedner-Internat, eines der wenigen Großstadtinternate in Deutschland, wurde 1954 von der Evangelischen Kirche im Rheinland als Wohnort für Schüler des Theodor-Fliedner-Gymnasiums an der Alte Landstraße 104 errichtet. 2004 übernahm die Kaiserswerther Diakonie die Trägerschaft, und das Internat stand für 60 Schüler der Sekundarstufen I und II auch für andere Schulen in der Umgebung offen. Ende Juli 2021 stellte das Internat seinen Betrieb ein; in den Gebäudekomplex zogen verschiedene andere Dienste der Kaiserswerther Diakonie ein.

## Bekannte Ehemalige
- Margarethe von Trotta (* 1942), Schauspielerin, Regisseurin und Drehbuchautorin (Abitur 1960)
- Carola Gräfin von Schmettow (* 1964), Managerin, ehemalige CEO von HSBC Trinkaus & Burkhardt
- Marcel Saibert (* 1977), Schauspieler und Musiker (Abitur 1997)
- Romina Becks (* 1987), Schauspielerin, Model und ehemalige Viva-Moderatorin
- Martin Pinter (* 1997), American-Football-Spieler (Abitur 2015)
- Julius (* 1998) & Merle Eckardt (* 2000), von der Band Parakeets (Abitur 2018)